# Āghol Beyk-e Soflá
Āghol Beyk-e Soflá (persiska: اُوغُل بِيگِ پائين, اُوغلی بِيگِ سُفلَى, اُغُلبِيگ, اُغُل بِيگِ پائين, اَغَلبَك, اغل بیك سفلی, Owghol Beyg-e Pā’īn) är en ort i Iran.   Den ligger i provinsen Zanjan, i den nordvästra delen av landet, 280 km väster om huvudstaden Teheran. Āghol Beyk-e Soflá ligger 1 947 meter över havet och antalet invånare är 930.
Terrängen runt Āghol Beyk-e Soflá är platt åt sydväst, men åt nordost är den kuperad.Runt Āghol Beyk-e Soflá är det ganska glesbefolkat, med 34 invånare per kvadratkilometer. Närmaste större samhälle är Zarrīnābād, 17,1 km väster om Āghol Beyk-e Soflá. Trakten runt Āghol Beyk-e Soflá består i huvudsak av gräsmarker.